# 東京都立保健科学大学
東京都立保健科学大学（とうきょうとりつほけんかがくだいがく、英語: Tokyo Metropolitan University of Health Sciences、公用語表記: 東京都立保健科学大学）は、東京都荒川区東尾久7-2-10に本部を置いていた日本の公立大学である。1998年に設置され、2011年に廃止された。
東京都立医療技術短期大学を改組し1998年に開学した。2005年4月1日の首都大学東京開学に伴い、設置運営が東京都から公立大学法人首都大学東京に移管された後、2011年3月31日閉学した。

## 沿革
- 1986年4月 - 東京都立医療技術短期大学開学
- 1998年4月 - 医療技術短期大学を改組、東京都立保健科学大学開学
- 2011年3月 - 閉学

## 教育研究組織

### 学部
- 保健科学部
  - 看護学科
  - 理学療法学科
  - 作業療法学科
  - 放射線学科

### 大学院
修士課程
- 保健科学研究科
  - 看護学専攻
  - 理学療法学専攻
  - 作業療法学専攻
  - 放射線学専攻

博士課程
- 保健科学研究科
  - 保健科学専攻

## 所在地
- 東京都荒川区東尾久7-2-10